# Maria från Magdalas grotta

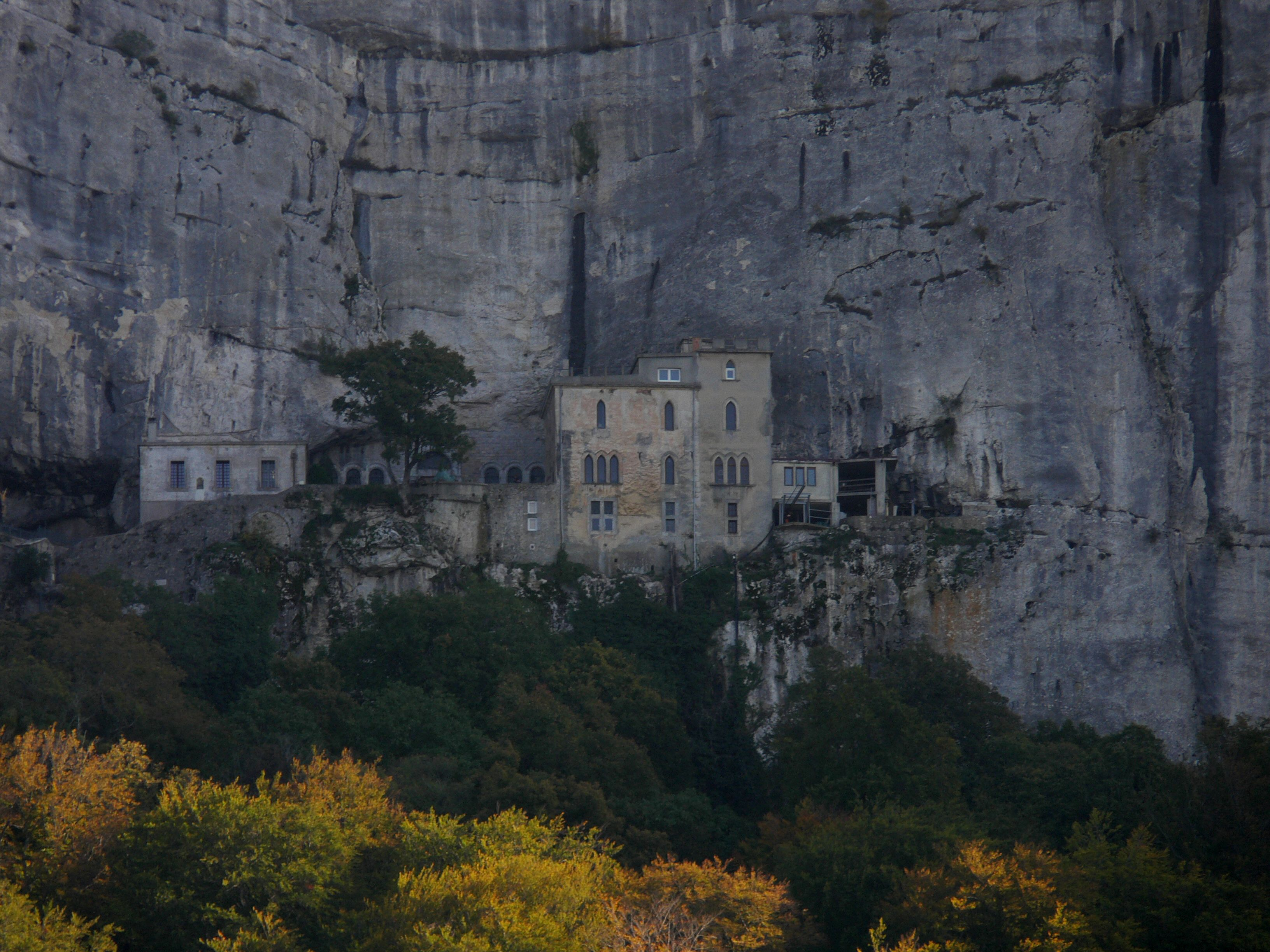
Byggnaderna på bergväggen runt och framför grottan

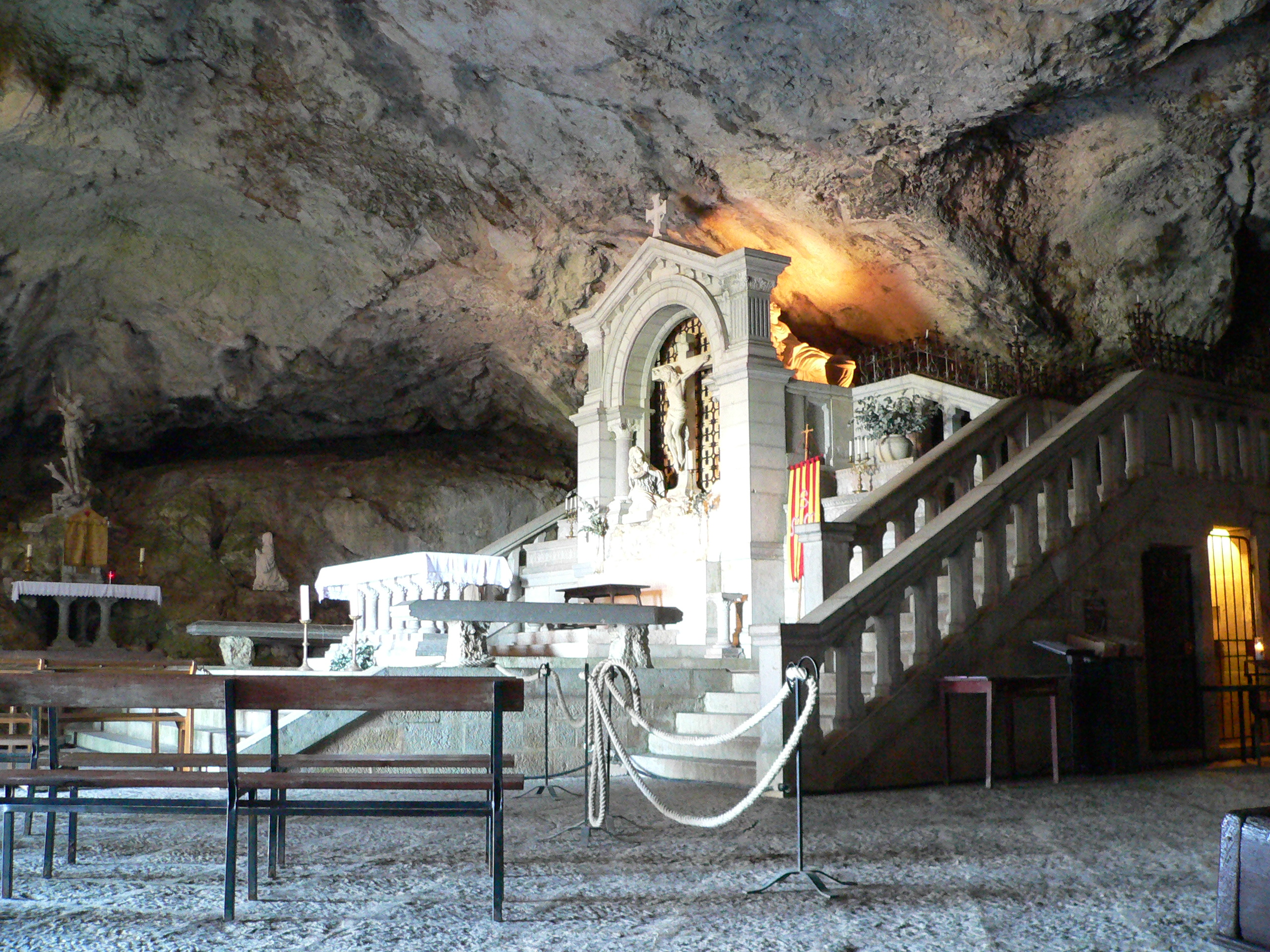
Grottans interiör

Maria från Magdalas grotta (även Maria Magdalenas grotta, på franska la grotte de sainte Marie-Madeleine) är en naturlig grotta där Maria Magdalena enligt en legend bodde efter Jesu korsfästelse. Den ligger i berget Saint-Baume, 30 km söder om Saint-Maximin-la-Sainte-Baume i Provence i södra Frankrike.
Maria från Magdala var en av kvinnorna som enligt Nya Testamentet följde Jesus. Historiskt har hon ofta kallats Maria Magdalena, eftersom tillnamnet kom att uppfattas som egennamn. Enligt en kristen tradition flydde Maria från Magdala till Provence efter Jesus korsfästelse då hon efter en mirakulös båtresa gick iland i Saintes-Maries-de-la-Mer. Hon skall sedan ha bott i grottan under sina sista 30 år och spridit evangeliet i Provence.
En stenlagd väg leder upp den sista biten och på en avsats vid grottan finns ett litet kloster. Ingången till grottan är murad och smyckad och insidan fungerar som  kapell. I dalen finns ett konvent med fyra dominikanbröder och ett pilgrimshärbärge.

## Historik, kristen period
Munkar från klostret  Saint-Victor i Marseille besökte och skötte platsen från 400-talet. Dominikanorden tilldelades skötseln av platsen 1295 sedan Maria från Magdalas reliker påstods ha upphittats i Saint-Maximin och grottan blev ett pilgrimsmål. Den förste påve som besökte grottan var Stefan IV.
Därefter, och särskilt efter påvens godkännande av fynden i Saint-Maximin, ökade pilgrimsfärderna till grottan. 1340 besöktes den av Heliga Birgitta och hennes make.
År 1998 stängdes grottan för besökare eftersom bristande underhåll gjort platsen farlig, med rasrisker och fara för nedfallande stenar. Platsen öppnades åter 2002 efter genomförda förbättringar.